# Великий Канусяк
Вели́кий Кануся́к — гірська вершина в Українських Карпатах, у масиві Горгани. Розташована в Калуському районі Івано-Франківської області.

## Загальна інформація
Висота гори 1642 м. Має конічну форму. До висоти 1450 м схили вкриті ялиновим лісом, вище — кам'яні осипища і чагарникове криволісся з сосни гірської (жерепу). Стежки на гору відсутні.
Великий Канусяк розташовується між долинами річки Петрос і потоків Згонилів (притока Петроса) та Котелець (притока Молоди). На північному сході через перемичку з'єднується з горою Малий Канусяк (1620 м). На північний захід розташовується гора Грофа (1748 м), на південний захід — Паренки (1735 м), на південь — Студенець (1600 м), на південний схід — Ялова Клива (1562 м).
Найближчий населений пункт — село Осмолода.